# Antonio de Valdivieso
Antonio de Valdivieso O.P. (Valhermosa de Valdivielso, Burgos; 1495 – León, Provincia de Nicaragua; 26 de febrero de 1550) fue un sacerdote y obispo español que se desempeñó como Obispo de Nicaragua y Costa Rica; protomártir de América por la defensa de los indígenas. Fue cercano a fray Bartolomé de las Casas, Obispo de Chiapas, en la defensa de los indígenas.

## Biografía
Nació en Valhermosa de Valdivielso, Burgos. Fue Hijo de Antonio de Valdivieso y Catalina Álvarez Calvente.
Recibió las órdenes, cerca de 1523, en el Convento de San Pablo de Burgos. Antes de ser obispo, ya había viajado a América. Según los historiadores, fue misionero en el Perú.

## Episcopado

### Obispo de Nicaragua y Costa Rica

#### Antecedentes
En 1543, el Rey Carlos V pidió al Papa que lo nombrara Obispo de Nicaragua y Costa Rica en la dedición de la toma del obispado fue apoyado por Bartolomé de las Casas. 

#### Nombramiento
Una vez nombrado por el papa Paulo III, el Príncipe Felipe le dio la autoridad completa en el tratamiento de los indígenas, el perdón de pagar la contribución por cuatro años, administrar las pertenencias de difuntos, podía colectar sus propios diezmos y no dependía de la buena voluntad del gobernador.
Con su obispado Valdivieso también recibió de Carlos I la tarea de traer e imponer en la Provincia de Nicaragua las nuevas Leyes de Indias dictadas en 1542, quitar a los encomenderos y autoridades reales las tierras de los indios, lo que provocó un obstáculo en su misión de evangelización e imperial.
Llegó a Nicaragua en compañía de su madre Catalina Álvarez y su hermana en la primavera de 1544 y escribió su primera carta a la Corona el 1 de junio de 1544, en esos días llegaba el Oidor especial y Juez de la residencia Diego de Herrera, llegó a León para terminar con la carrera política y la dominación en Nicaragua de Rodrigo de Contreras.

#### Ordenación Episcopal
Valdivieso tuvo que esperar la misa de consagración episcopal, porque en aquel tiempo, según las normas litúrgicas y canónicas de la Iglesia católica se necesitaba la presencia de tres obispos. Por ello, viajó hasta Cabo Gracias a Dios hasta donde llegaron Francisco Marroquín, obispo de Guatemala, Cristóbal de Pedraza, obispo de Honduras, y Bartolomé de Las Casas, obispo de Chiapas (México). 
Los dos primeros obispos se retrasaron varios meses, así que Valdivieso y Las Casas tuvieron tiempo de intercambiar experiencias y apoyarse mutuamente ante las dificultades, según se ve por dos hermosas cartas que escribieron y firmaron juntos.

### Privilegios de la Santa Sede al Obispado americano
La Santa Sede concedió cierto privilegios a los Obispos ordenados en América, tales como: la consagración por un solo obispo, usar el bálsamo indígena y no el alejandrino como en Europa, Sixto V, ordenó que los obispos residentes fuera de Europa hicieran sus visitas cada diez años.

### Defensa de los indígenas
Cuando llegó a León, se encontró con el cruel maltrato y muerte de los indígenas por parte de Rodrigo de Contreras y su esposa María de Peñalosa.
En Cabo Gracias a Dios se reunieron en 1545 los obispos Bartolomé de las Casas (Chiapas), Francisco Marroquín (Guatemala) y Antonio de Valdivieso (Nicaragua y Costa Rica), para proponer medidas en defensa de los indios.

## Denuncias
Para Valdivieso, la familia Contreras era la causa principal del desosiego de Nicaragua. Bartolomé de las Casas y Valdivieso escribieron a la Corona desde Gracias a Dios, el 25 de octubre de 1545, esbozando una situación borrosa del estado cristiano en la Audiencia de los Confines, notaron la hostilidad del Arzobispo Marroquín de Guatemala que era buen amigo de Pedro de Alvarado, reiteraron su opinión con respecto a Herrera y Maldonado:

Sólo el Licenciado Herrera nos parece que sea un hombre de virtud y que merezca el puesto que ejercía como Oidor de la Audiencia, y ninguno de los otros. El resto de los miembros de la Audiencia son más parecidos a Maldonado, a quien la hace falta mucho cerebro, es analfabeta, y no tiene virtud.

A pesar de todo el esfuerzo de las Casas y Valdivieso de que nombraran Oidor de la Audiencia a Herrera, la Corona después de ordenar la abolición de la Audiencia de Panamá, creó la Audiencia de los Confines:

Está aquí ordenado que se cree una Audiencia Real de los Confines en Guatemala y Nicaragua y que se nombren cuatro oidores alfabetos para esta Audiencia y que uno de ellos sea nombrado presidente. Nosotros nombramos al Licenciado Maldonado para esta posición, quien es un oidor que reside en México y que esta Audiencia esta supuesta a gobernar estas provincias. (Nicaragua y Guatemala)

Valdivieso el 15 de noviembre de 1544, escribió a la Corona describiendo lo destructivo de Contreras y su familia en Nicaragua:

... Esta provincia está totalmente despreciada y en las disputas y actos de mala fe y si esto no es remediado, yo creo que la colonia estará perdida por completo. Desearía de saber las causas de esto, su Majestad, por los reportes del Licenciado Herrera que entiende la situación desde las raíces y creo que le envió esos reportes. Sin o estoy equivocado la causa total de todo esto es Rodrigo de Contreras quien desperdició todo y gobernó mal y Pedro de los Ríos su yerno, quien también es un rebelde y con los dos juntos en Nicaragua nadie puede venerar a Dios ni a su Majestad sin poner su vida en peligro. El Licenciado Herrera demuestra un buen interés en servir a su Majestad y piensa que puede remediar todo esto, pero teme a no tener el soporte de la Audiencia (de los Confines) porque están mal informados...

Las doce cartas de Valdivieso son un testamento de la dificultad y frustración que encontró el Obispo tratando de influenciar y forzar a los oficiales de la Corona, los cuales gobernaban Nicaragua desde Gracias a Dios, siguiendo la ley secular y establecida.

## Asesinato
El Miércoles de Ceniza del 26 de febrero de 1550, reposaba Valdivieso en la catedral de León Viejo en compañía de dos curas Fray Alonso de Montenegro y el otro no identificado. En las afueras, un grupo de asesinos eran guiados por Hernando de Contreras, Valdivieso sospechó de las intenciones de ellos e intentó escapar, al intentarlo se encontró con Hernando y Juan Bermejo y uno de ellos le dio de estocadas, estando el Obispo en el suelo echando mano a una daga le dio muchas puñaladas. Fue tal la violencia con que fue asesinado que la daga se despuntó.
El historiador Andrés Vega Bolaños señala entre los asesinos a Joan Herrera, Diego Salazar, Gaspar Núñez, Juan Gomes de Anaya, Sebastián Bautista, Pedro González de Landa, Hernán Nieto y Diego Nieto.
Según las crónicas de Antonio de Remesal, el Obispo agonizando se confesó con Fray Alonso de Montenegro, rezó el Credo dos veces y en medio del rezo del segundo Credo murió. En su agonía además de los frailes le acompañó su Madre Catalina Álvarez
"cuyo dolor y lágrimas se daba bien a entender".
Falleció en defensa de los indios, por estar en contra de las ambiciones de poder.
Su muerte no cambió la constante social de Nicaragua, pero tuvo un fuerte impacto en su época y comenzó desde ese mismo momento una leyenda que considera a la ciudad como lugar maldito, en justo castigo por esta muerte. Así lo cuenta Vázquez de Espinosa:
"«La ciudad desde que se fundó había ido en aumento y opulencia, y desde el gran sacrilegio que cometió el Contreras matando a su prelado, comenzó a sentir el castigo del cielo con grandes plagas y desastradas muertes: las mujeres no parían a luz sus hijos, y los que nacían, no se lograban; el volcán vecino dio grandes truenos y bramidos […] teniendo el Santísimo Sacramento sacado en medio de la plaza, pidiendo a Dios misericordia y que aplazase su justa ira, que para aplacarla dejarían aquel lugar maldito, donde tan gran homicidio y sacrilegio se había cometido, matando violentamente a su prelado y pastor»."
Valdivieso fue sepultado en la Iglesia de los dominicos, Convento de San Pablo en León Viejo, sus restos óseos fueron encontrados a finales del año 2000 e inicios del 2001 en una de las tres tumbas al pie del altar de la catedral de León Viejo, después de un largo proceso científico de verificación se aseguró era la osamenta del Obispo Valdivieso. Tras esto, sus restos fueron trasladados a la cripta de los arzobispos de la Catedral de León, donde descansan actualmente.

## Proceso de beatificación
En el 450 Aniversario del asesinato de Valdivieso, la Familia Dominica de Nicaragua pidió a la Santa Sede que:

Dada las motivaciones y circunstancias de tal acto de violencia en contra de un hombre justo y recto, defensor de los indígenas marginados y maltratados, ha llegado la hora de incoar el proceso de beatificación de Monseñor Antonio de Valdivieso... siguiendo la actitud del Capítulo General de Ockland, que ya lo solicitó en 1989, la Familia Dominicana de Nicaragua suplica humildemente a la Santa Sede que comience los trámites oportunos para que con el tiempo, se pueda llegar a ver al Siervo de Dios, Antonio de Valdivieso en los altares.

Fray Carlos Díez Rojo, O.P. ha escrito sobre los aportes y significación de su figura para Centroamérica en especial: 

"El obispo mártir Valdivieso ocupa con méritos propios un lugar entre los luchadores por la defensa de los oprimidos. Al conocer la situación que le tocó vivir uno piensa en las condiciones en que viven todavía muchos indígenas y pobres en Guatemala y Centroamérica, sufriendo las mismas opresiones e injusticias que provocaron la denuncia y el martirio de Valdivieso en Nicaragua. Al conocer su ejemplo, junto al de otros obispos cercanos como Monseñor Romero en El Salvador y Monseñor Gerardi en Guatemala, aprendemos a mirar con respeto y amor a los mártires que dan la vida por los demás. Son los testigos de la fe, que hacen posible la esperanza de los pobres y entregan su vida para dar nueva vida a los pueblos. Mucho podemos aprender de la fortaleza, hambre y sed de justicia, incorruptibilidad, entrega generosa y desinteresada de fray Antonio de Valdivieso y otros obispos mártires."

## Sucesión
| Predecesor: Francisco de Mendavia | Obispo de Nicaragua y Costa Rica 29 de febrero de 1544 – 26 de febrero de 1550 | Sucesor: Fernando González de Bariodero |